# Сомова, Елена Викторовна
Елена Викторовна Сомова (1973 — 21 июня 2025) — российский литературовед, доктор филологических наук, профессор МПГУ, доцент. Председатель жюри Московской филологической олимпиады школьников, организатор науки.

## Биография
В 1995 году с отличием окончила филологический факультет Нижегородского государственного педагогического университета по специальности учитель русского языка и литературы. В 1998 году защитила кандидатскую диссертацию на тему «Маска»: её разновидности и приемы художественного воплощения в творчестве Ч. Диккенса", в 2009 — докторскую (тема «Античный мир в английском историческом романе XIX века»). Вела преподавательскую деятельность в МПГУ.
Скончалась 21 июня 2025 года на 53-м году жизни.

## Научная деятельность
Автор более 50 научных публикаций, в том числе монографии и учебного пособия.

### Сфера интересов
В сферу научных интересов Е. В. Сомовой входили история английской литературы XIX века и английский исторический роман.

### Организатор науки
Являлась президентом Российской ассоциации преподавателей английской литературы (RAES), членом диссертационного совета по защите кандидатских и докторских диссертаций на базе ФГБОУ ВО «Московский педагогический государственный университет», председателем жюри Московской филологической олимпиады школьников. Также Е. В. Сомова была членом Европейской ассоциации исследователей английской литературы (ESSE), тренером команды г. Москвы на Всероссийской олимпиаде школьников по литературе, членом Общества российско-исландской дружбы. Являлась членом оргкомитета ряда всероссийских и международных научных конференций. Была членом редколлегии журнала «Вестник Московского государственного лингвистического университета». Также на протяжении многих лет руководила делегацией от города Москвы на Международной олимпиаде школьников Союзного государства «Россия и Беларусь: историческая и духовная общность».

### Награды
Орден Дружбы, юбилейные медали, медаль «Российско-исландская дружба», многочисленные грамоты и благодарности.